# Pesniški subjekt
Pesniški subjekt ali lirski subjekt je navidezni nosilec perspektive v pesmi, pooseblja držo pesnika, je tisti, ki govori. 
Ni pisatelj ali pesnik v biografskem smislu, ampak je sestavni del besedila. To je najbolj razvidno v prvoosebnih pripovednih sestavkih, kjer tak subjekt spada med literarne osebe.
Lirski subjekt lahko pripoveduje tudi nedirektno(npr. Prešeren v pesmi Nezakonska mati).